# Kanae Hisami
 (juin 2025).
Si vous disposez d'ouvrages ou d'articles de référence ou si vous connaissez des sites web de qualité traitant du thème abordé ici, merci de compléter l'article en donnant les références utiles à sa vérifiabilité et en les liant à la section « Notes et références ».
Kanae Hisami (久見 香奈恵, Hisami Kanae), née le 28 janvier 1987, est une joueuse de tennis japonaise.

## Carrière
Vainqueure de trois tournois ITF en simple et dix en double, elle se distingue en remportant en novembre 2015 le tournoi de Taïwan en double avec Kotomi Takahata, un tournoi WTA 125.

## Palmarès

### Titre en double en WTA 125
| No | Date       | Nom et lieu du tournoi           | Catégorie | Dotation  | Surface         | Partenaire      | Finalistes                     | Score    |          |
| -- | ---------- | -------------------------------- | --------- | --------- | --------------- | --------------- | ------------------------------ | -------- | -------- |
| 1  | 16-11-2015 | OEC Taipei WTA Challenger Taïwan | WTA 125   | 125 000 $ | Moquette (int.) | Kotomi Takahata | Marina Melnikova Elise Mertens | 6-1, 6-2 | Parcours |

## Classements WTA

### Classements en simple en fin de saison
| Année | 2005 | 2006 | 2007 | 2008 | 2009 | 2010 | 2011 | 2012 | 2013 | 2014 | 2015 | 2016 |
| Rang  | 673  | 450  | 516  | 998  | 1007 | 664  | 393  | 560  | 489  | 518  | 529  | 610  |

Source : (en) « Classements de Kanae Hisami », sur le site officiel du WTA Tour

### Classements en double en fin de saison
| Année | 2005 | 2006 | 2007 | 2008 | 2009 | 2010 | 2011 | 2012 | 2013 | 2014 | 2015 | 2016 |
| Rang  | 884  | 757  | 792  | 433  | 948  | 607  | 300  | 324  | 274  | 518  | 269  | 158  |

Source : (en) « Classements de Kanae Hisami », sur le site officiel du WTA Tour